# نوبوهیرو شیبا
نوبوهیرو شیبا (انگلیسی: Nobuhiro Shiba؛ زادهٔ ۱۸ آوریل ۱۹۷۴) بازیکن فوتبال اهل ژاپن است.
از باشگاه‌هایی که در آن بازی کرده‌است می‌توان به باشگاه فوتبال آلبیرکس نیگاتا اشاره کرد.